# Julián Gaday
Julián Paulo Gaday Orozco (né le 21 juin 1990 à Luis Guillón (es)) est un coureur cycliste argentin. Son frère Lucas est également cycliste.

## Palmarès sur route
- 2012
  - 2e et 3e étapes de la Vuelta al Valle
- 2013
  - 9e étape du Tour d'Uruguay (contre-la-montre)[1],[2]
  - Gran Premio Hermanos Macchi
  - Circuito Nuestra Señora del Portal[3]
  - Gran Premio San Lorenzo[4]
  - Circuit d'Escalante
  - 100 Km. Capillenses
  - 3e étape de la Vuelta al Valle
  - 2e du Grand Prix Campagnolo
- 2014
  - Gran Premio El Diario
  - Gran Premio Juan Carlos Calabró
  - 1re, 2e et 4e étapes du Giro por la Hermandad (es)
  - Campeonato Nocturno Primavera
  - 2e du Criterium de Apertura
- 2015
  - 2e étape de la Vuelta al Centro de Buenos Aires
  - Circuito Lomas de Zamora
  - Gran Premio del Vidrio
  - Gran Premio Pechito Bancalari
- 2016
  - Gran Premio Juan Cavalieri
  - 3e du championnat d'Argentine sur route
- 2017
  - Vuelta General Alvear :
    - Classement général
    - 1re étape

## Classements mondiaux
| Année            | 2015 |
| ---------------- | ---- |
| UCI America Tour | 447e |